# Mümtaz Soysal
Osman Mümtaz Soysal, né le 15 septembre 1929 à Zonguldak et mort le 11 novembre 2019 à Istanbul, est un homme politique et constitutionnaliste turc.

## Formation
Il termine ses études secondaires au lycée Galatasaray en 1949 et diplômé de la faculté des sciences politiques de l'Université d'Ankara en 1953 et diplômé de la faculté de droit de l'Université d'Ankara en 1954. Il fait son doctorat en 1958. Il fait des recherches à London School of Economics et aux universités de Princeton et de Californie.

## Carrière universitaire
Il est longtemps professeur du droit constitutionnel et des sciences politiques dans la faculté des sciences politiques de l'Université d'Ankara. Il est le doyen de cette faculté en 1971.
Après le coup d'État de 1960 il est membre de l'Assemblée constituante en tant que délégué de CHP et membre de la commission de la constitution de cette assemblée. Après le coup d'État de 1971 il est arrêté, parce qu'il fait de la propagande communiste, et libéré en 1972.

## Carrière politique
Il est élu député d'Ankara sur la liste de parti social démocrate populaire (SHP) en 1991. Il est vice-président de la commission de la constitution à l'assemblée. Ministre des affaires étrangères du 27 juillet au 28 novembre 1994,. Il devient président de la commission des affaires étrangères du parlement en 1995, quelques mois plus tard il quitte le CHP et rejoint le DSP et réélu député en 1995, de Zonguldak cette fois-ci et devient vice président du groupe DSP entre 1996-1997. Il quitte le DSP en 1998. En 2002, il fonde le parti de la république indépendante.
Il est membre de comité exécutif de l'Amnesty International entre 1974-1978 et vice président de l'Amnesty International entre 1976-1978.
Il parle le français, l'anglais et l'italien.